# Hotel Phønix (Skælskør)
 For alternative betydninger, se Hotel Phønix. (Se også artikler, som begynder med Hotel Phønix)
Hotel Phønix er et historisk hotel i Strandgade i Skælskør. Hotellet har en lang historie, der strækker sig tilbage til det 18. århundrede.

## Historie
Bygningen, der nu huser Hotel Phønix, blev opført i 1772 som en del af den ældre Phønix Gaard. Gennem årene har denne ejendom tjent forskellige formål, men den har altid bevaret sin karakter og arkitektoniske karakter. I moderne tid er Hotel Phønix blevet en del af Comwell-kæden, hvilket har medført forskellige moderniseringer og opdateringer for at opfylde nutidens standarder for komfort og bekvemmelighed.